# David Wilson (fotbollstränare)
David Wilson, född 1969, är en engelsk fotbollstränare och tidigare fotbollsspelare. Wilson spelade i Ljungskile SK under deras säsong första säsong i Allsvenskan, 1997. Han var också tränare i samma lag under deras allsvenska sejour under 2008. Numera är han scout åt Chelsea FC, där han främst ska hålla koll på den skandinaviska marknaden. Wilson har tidigare bland annat tränat GIF Sundsvall.